# Orivesi
Orivesi [ˈɔrivɛsi] ist eine Stadt im Westen Finnlands mit 8935 Einwohnern (Stand 31. Dezember 2022). Sie liegt rund 40 km nordöstlich von Tampere in der Landschaft Pirkanmaa.
Erstmals wurde Orivesi in den Kirchenbüchern 1540 genannt, die Gemeinde entstand im Jahr 1869. Die Gemeinde Eräjärvi wurde 1973 nach Orivesi eingemeindet, 1986 wurde Orivesi zur Stadt erklärt. 2007 vergrößerte sich das Stadtgebiet durch die Eingemeindung der westlichen Teile der aufgelösten Gemeinde Längelmäki.
Nach dem Brand der alten Holzkirche wurde 1961 die moderne Kaarikirkko-Kirche erbaut. Ihre von oben gesehen einem Fisch nachempfundene Form und ihre fünf bogenförmigen große Wände symbolisieren das biblische Speisungswunder mit den fünf Broten (= Wände) und zwei Fischen (= Dach und Fußboden). Der Kirche gegenüber steht der alte Kirchturm, der von dem Brand verschont blieb. Im Ortsteil Eräjärvi steht eine 1821 erbaute Holzkirche.
Ein an einem See gelegenes Kunstmuseum, das Purnu, ist in der Sommerzeit geöffnet. In Orivesi gibt es über 220 Seen, deren größter der Längelmävesi ist.
Zu den jährlichen Kulturereignissen zählen das Johan-Willgren-Festival mit klassischer Musik. Das Institut „Oriveden Opisto“ bietet Konzerte usw. an.
Der Bahnhof der finnischen Bahn VR-Yhtymä liegt etwa 5 Kilometer von der Stadtmitte entfernt. Direkte Zugverbindungen bestehen unter anderem nach Tampere, Jyväskylä, Helsinki, Haapamäki, Joensuu und Pieksämäki. Mit dem Zug fährt man in 24 Minuten ins Zentrum von Tampere. Busverbindungen bestehen in viele finnische Städte. Der Busbahnhof liegt in der Stadtmitte.

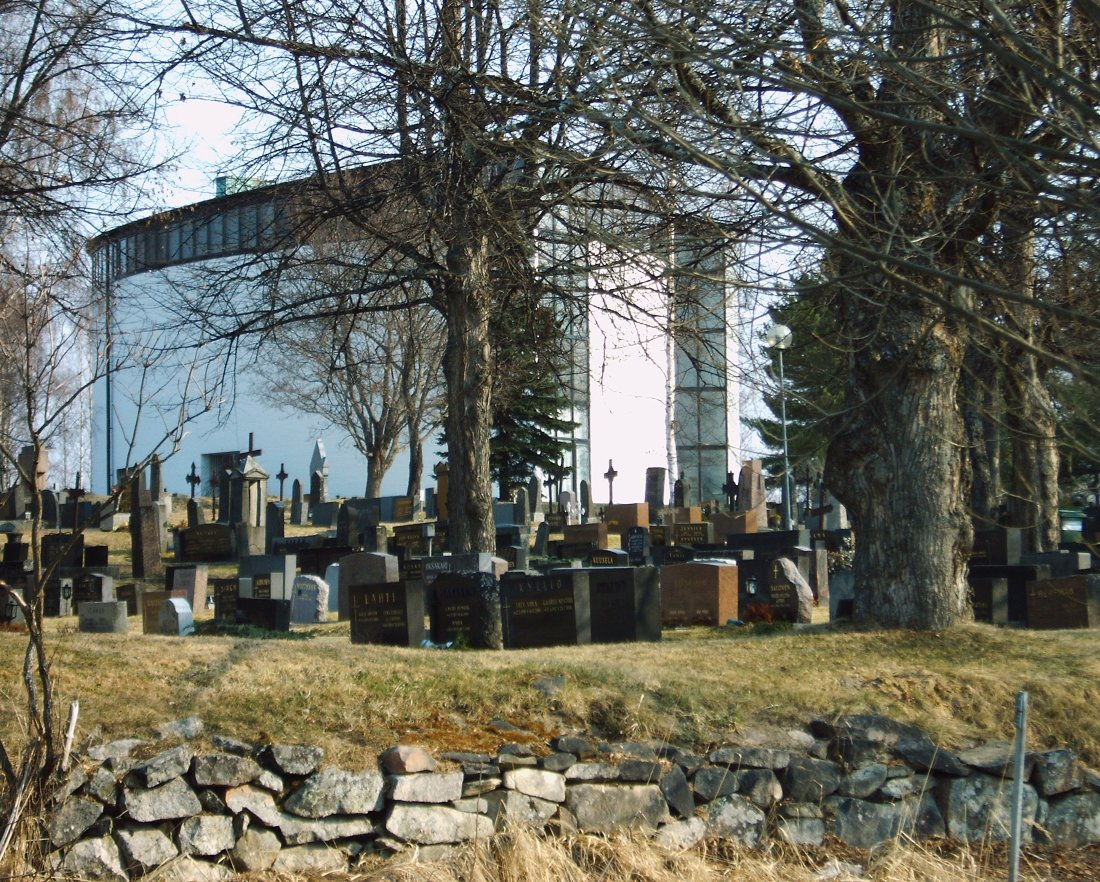
Kirche von Orivesi
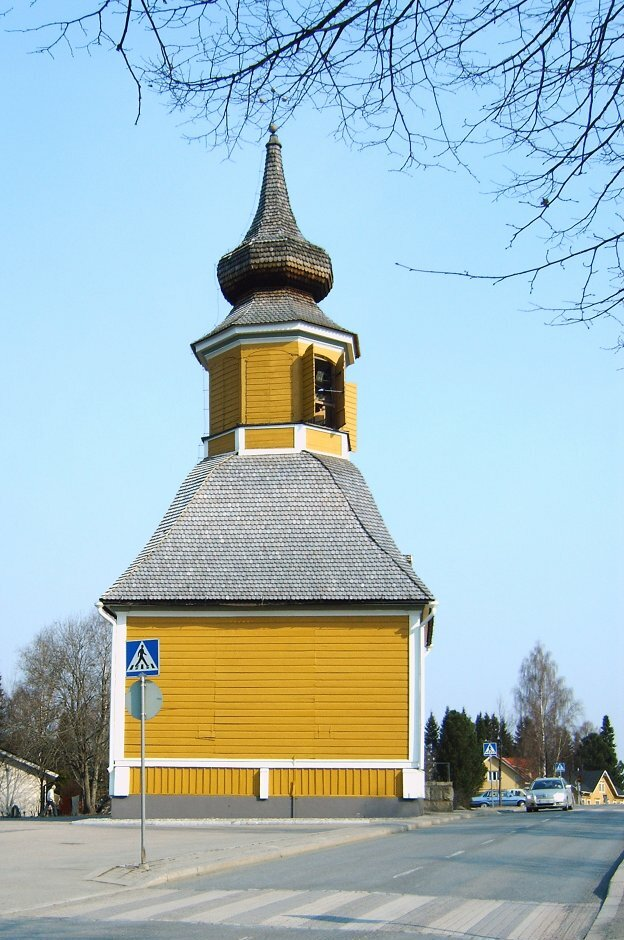
Erhaltener Kirchturm der abgebrannten Holzkirche von Orivesi

## Persönlichkeiten
- Kalevi Louhivuori (* 1984), Jazztrompeter
- Sini Lällä (* 1994), Hochspringerin